# انفجار أكرا (2015)

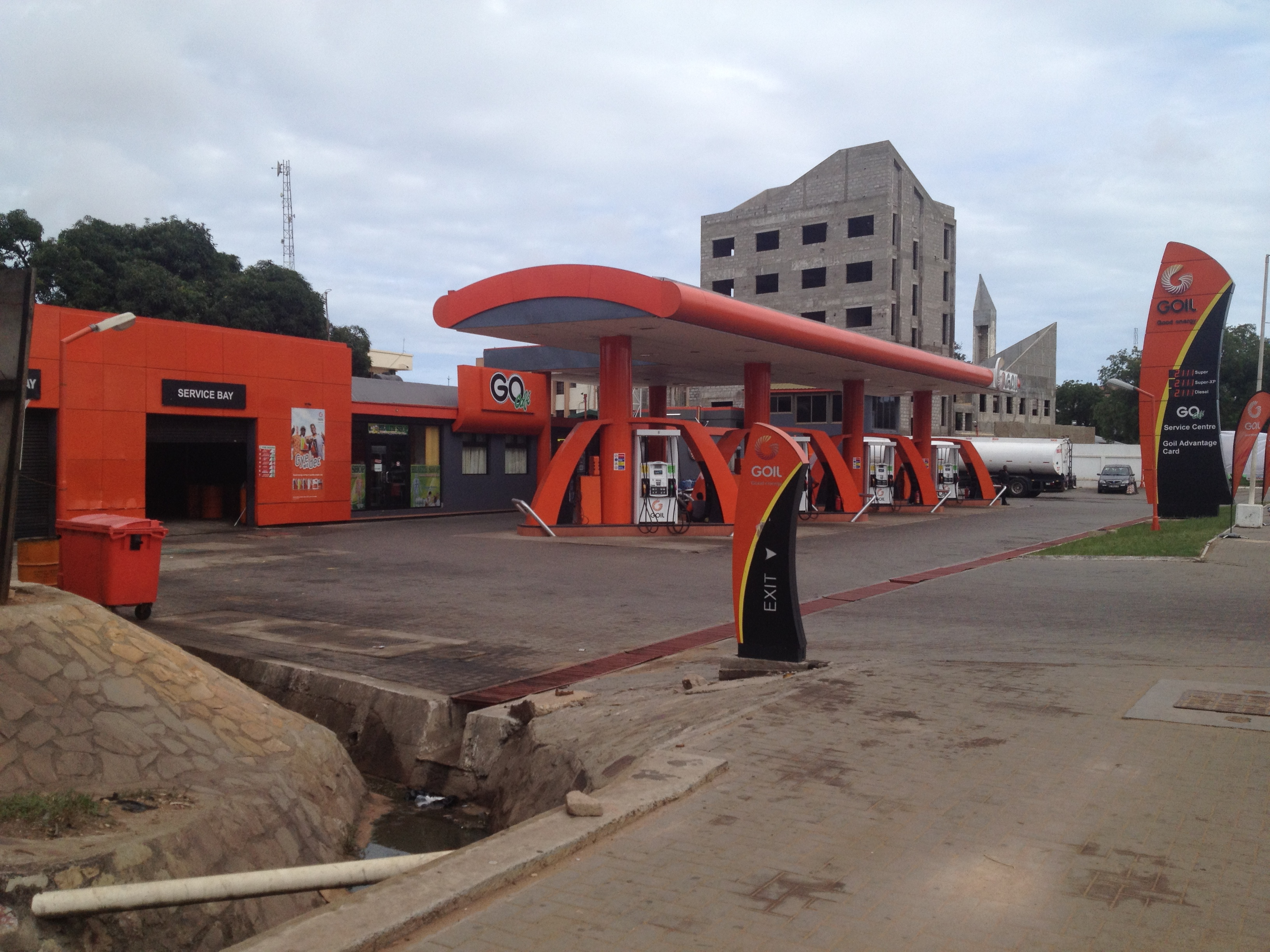
صورة للمحطة التي وقع فيها الانفجار

انفجار أكرا هو انفجار وحريق كبير وقع في يوم 4 يونيو 2015، أصاب الانفجار محطة وقود في عاصمة غانا أكرا، أسفر الانفجار عن مقتل 150 شخصًا على الأقل، أصاب الانفجار محطة غويل للمحروقات الواقعة بالقرب من دائري كوامي نكروما في منطقة وسط المدينة، وكان الموقع قد جرى استخدامه كملجأ للإغاثة على مدار عدة أيام من حدوث فيضانات المدينة، وكان ممتلأ بالسيارات والحافلات وقت الانفجار، أمَّا مصدر الانفجار فهو غير معروف حتى الآن على الرغم ممن يعتقد أنَّه وقع في خزانات وقود المحطة، وقال أحد الناجين أنَّ قوة كبيرة خرجت من المحطة قبل وقوع الانفجار، ولكن بعد أن تمَّ استعادة الطاقة اندلع الحريق، وقد لقي 96 شخصًا ممن كانوا قد أخذوا مأوى لهم في محطة الوقود مصرعمهم بسبب النيران، ونظراً للفيضانات والمياه التي اختلطت مع الوقود في لحظة انفجار الخزانات، فاقم الماء في انتشار النار في المباني المجاورة وقتل بسببه مواطنين إضافيين، وقد أدَّت الأمطار والفيضانات المستمرة لصعوبة جهود الإنقاذ، وتمَّ انتشال العديد من الجثث ونقلها للمستشفى السابع والثلاثين العسكري، وهو أكبر مستشفى متخصص في غانا.
وقام الرئيس الغاني جون دراماني ماهاما بزيارة الموقع، ودعى للحداد ثلاثة أيام ابتداءً من يوم 8 يونيو 2015، وأمر بصرف 60 مليون سيدي غاني (14.5 مليون دولار) لضحايا الحادثة، وقد صرَّح الرئيس ماهاما أيضاً أنَّه سوف يبدأ في الضغط من أجل تشريع برلماني لإزالة المساكن والمؤسسات التجارية التي يجري بناؤها على الممرات المائية لمنع مثل هذه الحوادث من الوقوع مرة أخرى، وهذه الواقعة هي اسوأ كارثة في البلاد منذ عام 2001 عندما تمَّ سحق 127 شخصا في تدافع خلال مباراة لكرة القدم في ملعب أكرا الرياضي.